# Elena Caffarena

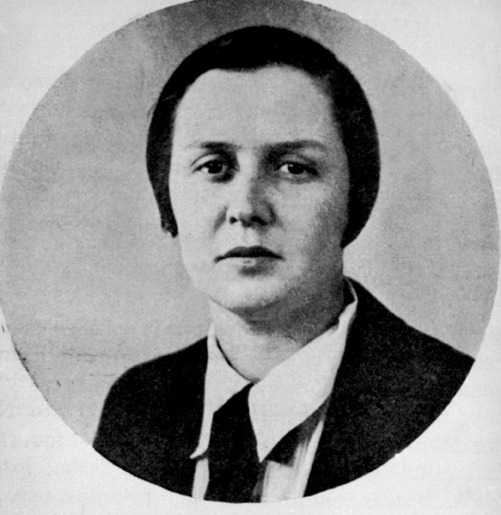
Elena Caffarena Morice

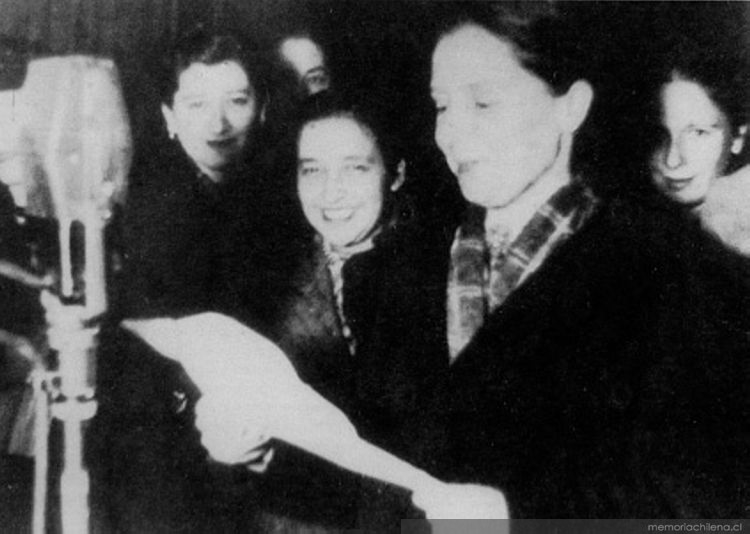
Elena Caffarena 1938

 Elena Caffarena (* 23. März 1903 in Iquique, Chile; † 19. Juli 2003 in Santiago de Chile, Chile) war eine chilenische Anwältin und Frauenrechtlerin. Sie war Gründerin der Bewegung für die Emanzipation chilenischer Frauen (Memch), der chilenischen Föderation der Fraueninstitutionen (Fechif) und der Stiftung zum Schutz von Kindern.

## Leben und Werk

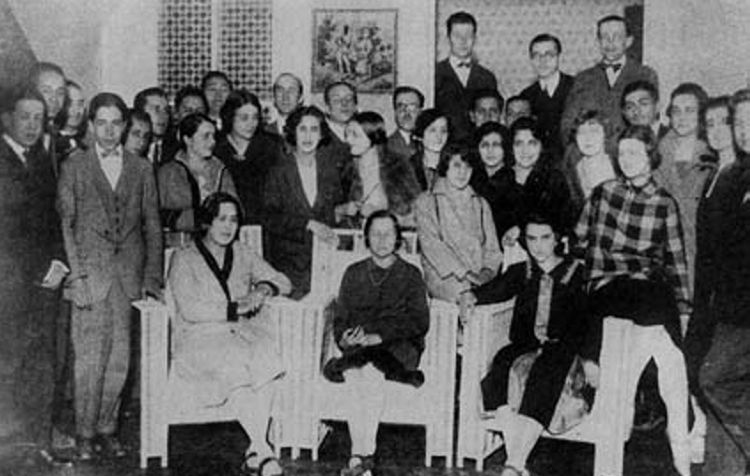
Elena Caffarena 1926 (in der Mitte sitzend), zusammen mit Kollegen von der Law School der Universität von Chile

Caffarena war das dritte von sieben Kindern der italienischen Einwanderin Ana Morice Caffarena und dem italienischen Textilunternehmer Blas Caffarena. Sie besuchte das Iquique Girls Lyceum und das Liceo Nr. 4 in Santiago. Anschließend studierte sie Jura und Rechtswissenschaft an der Universidad de Chile und in ihrem zweiten Studienjahr arbeitete sie 1922 freiwillig bei dem Oficina de Defensa Jurídica Gratuita. Während dieser Arbeit lernte sie ihren Ehemann kennen. 1926 wurde sie Anwältin und war eine der ersten 15 chilenischen Juristinnen. Nach ihrem Abschluss reiste sie nach Europa, wo sie Gabriela Mistral traf, mit der sie eine intensive Korrespondenz führte. 1929 kehrte sie nach Chile zurück und heiratete den kommunistischen Anwalt Jorge Jiles Pizarro, mit dem sie drei Kinder bekam.

## FECHIF und MEMCh
1931 war sie mit Amanda Labarca an der Gründung der Asociación de Mujeres Universitarias beteiligt und war Delegierte dieser Institution bei der Federación de Instituciones Femeninas (FECHIF).
1938 gründete sie mit Olga Poblete die Pro-Emanzipationsbewegung chilenischer Frauen  Movimiento Pro-Emancipación de las Mujeres de Chile (MEMCh) und übernahm bis 1941 das Generalsekretariat dieser Organisation.

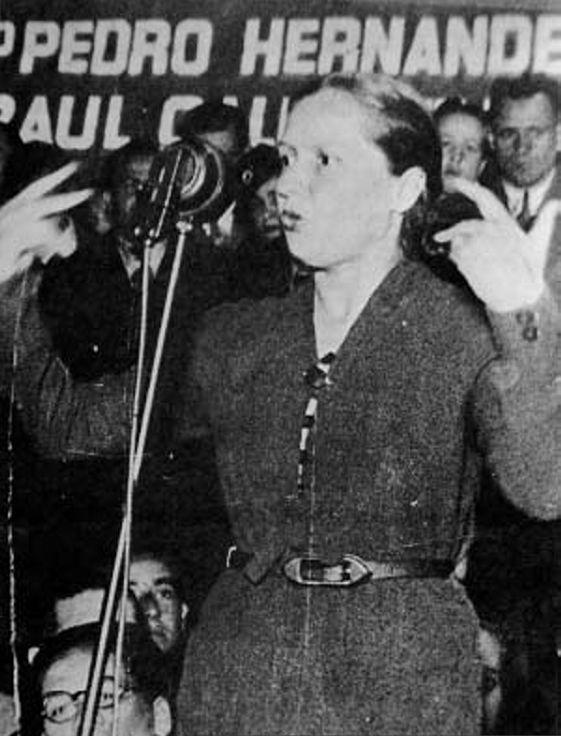
Elena Caffarena in der Präsidentschaftskampagne von Pedro Aguirre Cerda, 1938

Die beiden Organisationen kämpften für mehr Rechte für die damaligen Frauen, indem sie Treffen und öffentliche Veranstaltungen organisierten. 1938 beauftragte Präsident Pedro Aguirre Cerda Caffarena und Flor Heredia mit der Ausarbeitung des Gesetzentwurfs für die Frauenwahl. Das Gesetz wurde aufgrund des Todes des Präsidenten erst 1949 eingeführt. 1944 wurde die Organisation MEMCh Teil der Chilenischen Föderation der Fraueninstitutionen (Fechif).
The MEMCh kämpfte für viele verschiedene Frauenrechtsfragen, einschließlich Arbeitnehmerrechte, Abtreibungsrechte und auch sinkende Kindersterblichkeitsraten. MEMCh veröffentlichte ein monatliches Bulletin La Mujer Nueva, das eine Reihe von Themen abdeckte, von der Erörterung der Probleme im täglichen Leben von Frauen bis hin zur internationalen Politik. 1940 ernannte Präsident Cerda sie als Regierungsvertreterin in den Vorstand des Rates für die Verteidigung der Kinder, einer Institution, der sie bis 1974 angehörte.
Während der Pinochet-Diktatur von 1973 bis 1990 koordinierte sie weiterhin feministische Aktionen, die oft in ihrem eigenen Haus organisiert wurden. In diesen Jahren war sie eine der Gründerinnen des Komitees zur Verteidigung der Rechte des Volkes Comité de Defensa de los Derechos del Pueblo (CODEPU) und 1979 der Stiftung zum Schutz von Kindern Fundación para la Protección de infancia Dañada por los Estados de Emergencia (PIDEE). Ziel dieser beiden Organisationen war es, den Unterdrückten unter Pinochet zu helfen und sie zu schützen.
1947 wurde ihr der Manuel Egidio Ballesteros-Preis der Universität von Chile verliehen.
Ihre Enkelin ist die chilenische Politikerin und Journalistin Pamela Jiles, die für den Zeitraum von 2018 bis 2022  als Mitglied der Humanistischen Partei für den 12. Distrikt im chilenischen Abgeordnetenhaus gewählt wurde.

## Veröffentlichungen (Auswahl)
- Capacidad de la Mujer Casada und Relación a Sus Bienes. 1944.
- Regímenes matrimoniales en Latinoamérica. 1948.
- Un capítulo en la Historia del Feminismo. Las sufragistas inglesas. 1952.
- El recurso de amparo frente a los regímenes de emergencia. 1957.
- Diccionario de Jurisprudencia Chilena. 1959.